# Anthem
Anthem és una paraula anglesa que designa un tipus de composició de música vocal, en llengua anglesa. El terme deriva del grec antiphon (antífona). Generalment, es tradueix per himne. Existeixen dues menes de anthem: el full anthem, que era dividit en quatre parts exclusivament corals amb la característica imitativa del contrapunt, i el verse anthem, que presentava una alternança entre parts per a solista i parts per a cor. Un national anthem, en anglès, és un himne nacional.
Molts anthems s'inclouen en les cerimònies per a la coronació dels reis d'Anglaterra. Els textos dels anthem provenen generalment de la Bíblia o de parts de la litúrgia. També es pot relacionar amb el motet; ambdós son obres amb una part coral. Tot i així, l'anthem és una forma musical essencialment anglesa que ha tingut un desenvolupament propi. Ha una estructura semblant al cant antifonal.
Els primers exemples d'anthems van sorgir durant el període elisabetià amb compositors com William Byrd, Thomas Tallis i d'altres que no aparegueren en el Book of Common Prayer fins al 1662, any en qui va venir afegida una secció per fer un reconeixement a aquests músics. Entre els compositors més destacats cal citar Orlando Gibbons, John Blow, Thomas Weelkes, Henry Purcell i Georg Friedrich Händel.